# San Nicasio (métro de Madrid)
San Nicasio est une station de la ligne 12 du métro de Madrid. Elle est située sous le terreplein entre la rue de la Encina et l'avenue de la mer Méditerranée, à Leganés, dans la communauté de Madrid.

## Situation sur le réseau
Établie en souterrain, la station San Nicasio est située sur la ligne 12 du métro de Madrid, entre Puerta del Sur et Leganés Central.

## Histoire
La station est inaugurée le 11 avril 2003, à l'occasion de la mise en service de la ligne.